# Dibamus tiomanensis
Espèce
Dibamus tiomanensis est une espèce de sauriens de la famille des Dibamidae. 

## Répartition
Cette espèce est endémique de Tioman au Pahang en Malaisie.

## Étymologie
Son nom d'espèce, composé de tioman et du suffixe latin -ensis, « qui vit dans, qui habite », lui a été donné en référence au lieu de sa découverte.

## Publication originale
- Diaz, Leong, Grismer & Yaakob, 2004 : A new species of Dibamus (Squamata: Dibamidae) from West Malaysia. Asiatic Herpetological Research, vol. 10, p. 1-7 (texte intégral).